# Boophis boppa
Boophis boppa is een kikker uit de familie gouden kikkers (Mantellidae). De soort werd voor het eerst wetenschappelijk beschreven door Carl R. Hutter, Shea M. Lambert, Kerry Cobb, Zo Faniry Andriampenomanana en Miguel Vences in 2015. De wetenschappelijke soortnaam is vernoemd naar de bijnaam van Nicholas J. Pritzker, voormalig vicevoorzitter van Conservation International.

## Beschrijving
Van de gemeten exemplaren bedroeg de lengte van het mannetje 20,3 tot 24,4 millimeter, het vrouwtje 32,2 millimeter.

## Leefgebied
De kikker is endemisch in Madagaskar. Hij is aangetroffen in het Nationaal park Ranomafana en de omgeving van Antoetra, op een hoogte tussen 1046 en 1312 boven zeeniveau.